# Disney's Hide and Sneak
Disney's Hide and Sneak är ett actionäventyrsspel med Musse Pigg som släpptes 2003 av Capcom.